# Стокі (Підляське воєводство)
Стокі (пол. Stoki) — село в Польщі, у гміні Рачки Сувальського повіту Підляського воєводства.
Населення — 104 особи (2011).
У 1975-1998 роках село належало до Сувальського воєводства.

## Демографія
Демографічна структура станом на 31 березня 2011 року:
|          | Загалом | Допрацездатний вік | Працездатний вік | Постпрацездатний вік |
| -------- | ------- | ------------------ | ---------------- | -------------------- |
| Чоловіки | 56      | 9                  | 38               | 9                    |
| Жінки    | 48      | 15                 | 19               | 14                   |
| Разом    | 104     | 24                 | 57               | 23                   |